# El padrino (videojuego)
The Godfather: The Game (en español, literalmente, El padrino: El juego) es un videojuego basado en la película El padrino del año 1972 y que fue lanzado a la venta en el 2006. Esta no es la primera adaptación de la película a un videojuego, ya que en el año 1991 fue editada una versión para PC en formato bidimensional titulada Godfather.
El juego destaca porque muchos de los actores del filme prestaron sus voces, incluyendo a Marlon Brando como Don Vito Corleone, James Caan como Sonny Corleone, Robert Duvall como Tom Hagen y Abe Vigoda como Salvatore Tessio, siendo la ausencia más notable la de Al Pacino. Además, Mark Winegardner, autor de la novela The Godfather Returns, colaboró con la edición de la historia y creando el mundo ficticio de El padrino.
Electronic Arts (EA), la compañía que desarrolló el videojuego, anunció en el 2005 que este incorporaría un meticuloso programa llamado MobFace, el cual permite a los jugadores la posibilidad de crear sus propios mafiosos, modificando sus características, rasgos físicos y vestuario. A diferencia de lo que suele ser habitual, el juego no es del tipo tradicional de cumplir misiones, sino más abierto, con un escenario que es un enorme Nueva York estilo años 1940, y sin estilo de juego lineal, como popularizaron los juegos de la franquicia Grand Theft Auto. También se creó el sistema de control Black Hand («Mano Negra») para la manera de presionar y extorsionar a los propietarios de negocios. Usando los controles analógicos, el jugador tiene una amplia gama de métodos para lograr sus objetivos, incluyendo golpear, patear, cabecear, estrangular, etc. EA ha lanzado versiones separadas para la consola Wii de Nintendo titulada The Godfather: Blackhand Edition y para el PlayStation 3 The Godfather: The Don's Edition, que incluye el Corleone Expansion Pack.
El juego comparte similitudes con la saga de Grand Theft Auto y Mafia.

## Jugabilidad
La trama del juego consiste en que el personaje principal debe trabajar para la familia Corleone e ir ascendiendo rangos por medio de extorsiones, sobornos, y asesinatos. Al comienzo de la historia se asigna un personaje al cual se le designa el nombre que se desee, pero por omisión se llamará Aldo Trapani. Seguidamente se ofrece un breve tutorial enseñado por el personaje Luca Brasi, con el que se aprende a pelear y utilizar las armas. Después el jugador podrá desplazarse libremente por la ciudad de Nueva York, explorando todos sus alrededores. En la ciudad hay toda clase de lugares que visitar, como carnicerías, pastelerías, pescaderías, fruterías, clubes nocturnos, bares, restaurantes, almacénes, bancos, etc. Posteriormente dichos establecimientos se deberán extorsionar para que la familia Corleone tenga el control absoluto de la ciudad. También se incluyen los pisos francos, que son lugares donde se debe guardar la partida. Los pisos francos están situados en diferentes casas, hoteles, o residencias de la ciudad, y en estos lugares siempre se encontraran provisiones de toda clase para el personaje, así como armas, municiones, y licor para recargar su salud.

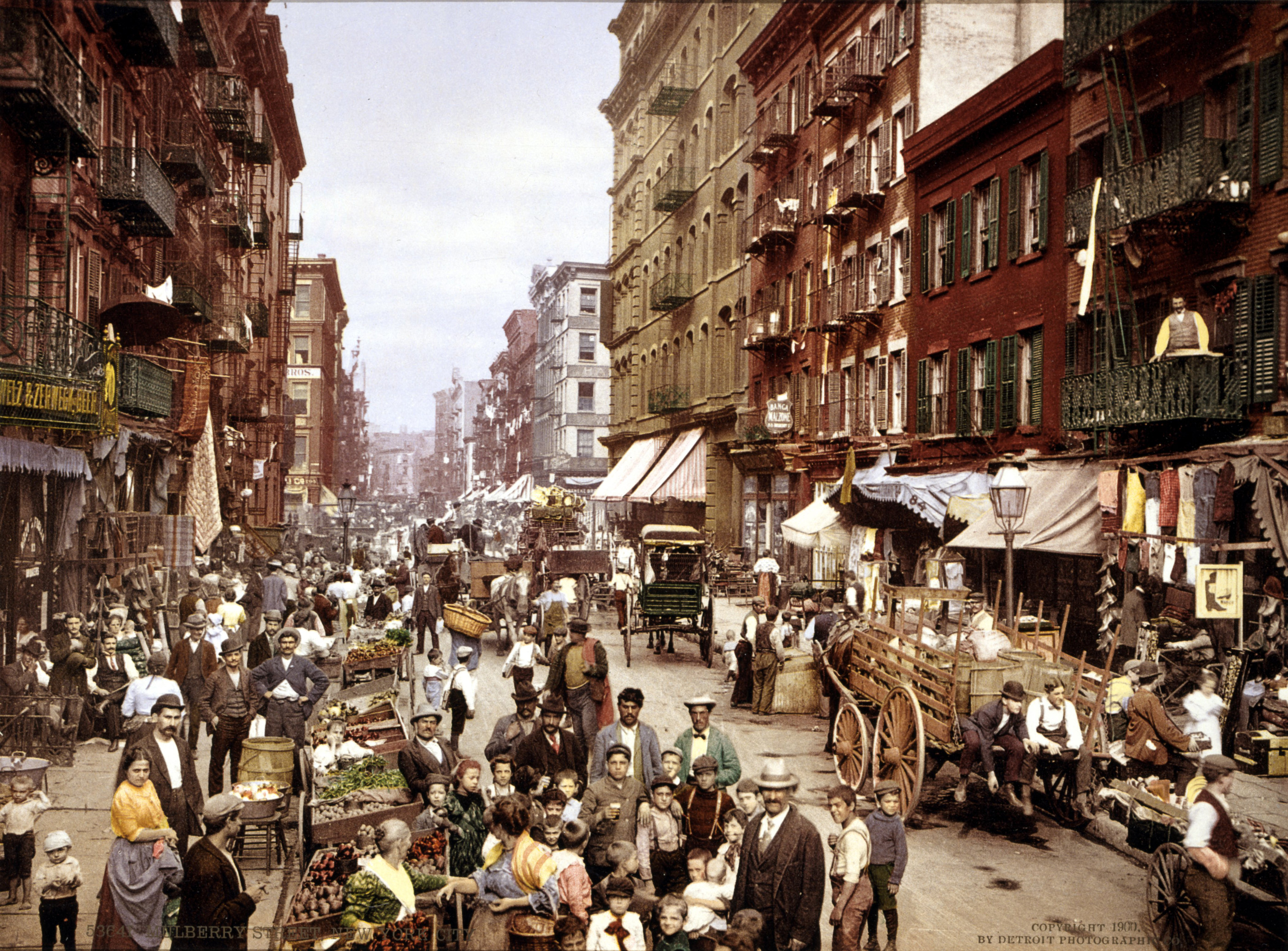
Las calles de Nueva York fueron muy bien plasmadas virtualmente, aunque se criticó bastante la repetición del modelo de habitantes y automóviles.

Mientras se explora la extensa ciudad el personaje tendrá que desempeñar una serie de tareas asignadas por la familia, y durante el proceso se encontrará con personajes de la película como Tom Hagen, Tessio Salvatore, Pete Clemenza, Santino Corleone, Michael Corleone, Vito Corleone y muchos otros. También aparecerán otros personajes no mencionados en la película como Monk Malone y Frankie Malone.
Conforme el personaje vaya realizando trabajos de mayor categoría para la familia, subirá de rango y obtendrá un mejor salario. Con ese dinero se puede comprar ropa, armamento mejorado, plazas en los hoteles y otros pisos francos. Además dicho capital monetario puede ser empleado para sobornar a los distintos policías de la zona, lo cual permite la indulgencia policial en caso de que el personaje central cometiese vandalismo, asesinato u otro tipo de delincuencia. Existen otras formas para adquirir dinero rápidamente, como el atraco de instituciones bancarias, mediante el uso de explosivos que permiten abrir la caja fuerte.
En definitiva, este juego tiene una completa extensión gráfica con la que se puede explorar los alrededores durante horas, además de ver claras y brillantes referencias al mundo de la familia Corleone.

## Desarrollo y creación
Los diseñadores gráficos de EA Games pusieron un gran empeño en que el apartadó gráfico fuese perfecto, y que tuviese similitudes de jugabilidad a los videojuegos de acción como Grand Theft Auto y Mafia. El proyecto de realizar este videojuego ya surgió por el año 2004, antes de la muerte del actor Marlon Brando, razón por la que pudo prestar su imagen para la creación de su personaje en el videojuego. También cabe mencionar que para elaborar las animaciones de los personajes del juego, los diseñadores se basaron directamente en la película, de la cual se sustrajeron movimientos y expresiones físicas de los actores. Dicho proceso se realizó con personajes como Vito Corleone, Tom Hagen, y Sonny Corleone. Los directivos de EA Games contrataron algunos de los actores que interpretaron a estos personajes como James Caan (Sonny Corleone) o Robert Duvall (Tom Hagen). Por problemas con los productores del juego, Al Pacino (Michael Corleone) no acudió a la sesión de doblaje ni tampoco a la de diseño para que pudiesen elaborar el físico del personaje, como habían hecho con los demás actores. Por tanto, hubo mucha controversia respecto al parecido físico del Michael Corleone virtual al de la película. Los creadores del juego se esmeraron también en el desarrollo de la ciudad de Nueva York, creando cuatro importantes barrios: Midtown Manhattan, Nueva Jersey, Hell's Kitchen y Brooklyn.

## Personajes
- Aldo Trapani: es el protagonista del juego, su nombre es generalmente reemplazado por chico, hijo.
- Luca Brasi: temible sicario de la familia Corleone y leal amigo del Don. Ayuda a Aldo a iniciarse en la familia. El "Don" quería que Luca se infiltrara en la Familia Tattaglia y así ejercer de espía. El intento fue un fracaso, ya que Sollozo y Bruno Tattaglia asesinan a Luca.
- Paulie Gatto: guardaespaldas y chofer del "Don", que posteriormente le traiciona. También termina asesinado por Aldo.
- Marty Malone (Monk): hermano de Frances Malone (Frankie) y amigo de Aldo, que termina traicionando a la familia, alegando que "a él no lo aceptaban" pues su padre era un irlandés y se une a la Familia Cuneo. Es asesinado también por Aldo.
- Salvatore Tessio: capo de Don Corleone. Al final quería "vender" a Michael Corleone a los Barzini, lo cual resultó un fracaso y fue ejecutado por Aldo.
- Peter Clemenza: capo del Don, partirá para formar su propia familia, y guio a Aldo por el mundo criminal.
- Vito Corleone: don de la Familia Corleone.
- Tom Hagen: hermano adoptivo de los Corleone, luego es nombrado consigliere de Don Vito Corleone.
- Santino Corleone: hijo mayor del Don y heredero de la familia hasta que es asesinado.
- Michael Corleone: tercer hijo del "Don", heredero de la familia y asesino de Sollozo. También es el sucesor de Don Vito Corleone.
- Frances Frankie Malone: novia de Aldo y hermana de Monk, es asesinada por Bruno Tattaglia.
- Willi Cicci: sicario de Don Corleone, asesino de Don Cuneo.
- Rocco Lampone: sicario de Don Corleone y amigo de Aldo. Es el encargado de decapitar al caballo de Woltz y de asesinar a Don Tattaglia.
- Virgil Sollozzo: apodado "El Turco". Importante contrabandista de drogas (en especial la heroína) de los Tattaglia.
- Joe Galtosino: policía corrupto de Little Italy.
- Fredo Corleone: segundo hijo de Vito Corleone. Es más torpe que el resto de sus hermanos. Tiene poco protagonismo en el juego, ya que solo aparece en la misión "El Don ha muerto" (en la cual disparan a Don Corleone y sigues la ambulancia que lo lleva al hospital).
- Al Neri: sicario de los Corleone. Se disfraza de policía para distraer a los Barzini dándole así a Aldo razones de vengar la muerte de su padre asesinando a Don Barzini. Da misiones secundarias a Aldo para asesinar a miembros de la Familia Barzini y a Jaggy Jovino, quien traiciona a los Corleone.

### Familias
- Familia Tattaglia: dominan desde Brooklyn, son propietarios de casi todos los negocios de esa zona. Don Philip Tattaglia encabeza a la familia. Los Tattaglia son serios rivales de los Corleone porque se han expandido hacia Little Italy. Bruno Tattaglia es el siguiente en convertirse en el Don de la familia. Este tiene una alianza con Virgil "El Turco" Sollozzo. El "consigliere" de los Tattaglia es Freddie Nobile, y los segundos al mando son Bruno Tattaglia y Johnny Tattaglia. Son los enemigos más débiles.
- Familia Cuneo: dominan desde Hell's Kitchen. No son muy ricos, solo son propietarios de unos cuantos negocios. Don Otilio Cuneo encabeza la familia. Su consigliere es Luciano Fabbri, y el segundo al mando es Marco Cuneo.
- Familia Stracci: los Stracci son "pura jodida maldad" o "como animales". Don Víctor Stracci encabeza a la familia. Dominan desde Nueva Jersey. Durante el día, la zona es tranquila, con casas bonitas y parques bien cuidados, pero por la noche, la zona se vuelve muy peligrosa. Los Stracci son la familia más cruel y despiadada de Nueva York. Su "consigliere" es Jack Fontana y su segundo es Salvatore Stracci.
- Familia Barzini: dominan desde Midtown Manhattan, el barrio más rico de Nueva York. Está encabezada por Don Emilio Barzini, quien manda con "mano de hierro". Este fue quien ordenó el asesinato del padre de Aldo. Su Consigliere es Domenico Mazza, y su segundo es Emilio Barzini Jr. Esta familia es la 2 más poderosa de las cinco.
- Familia Corleone: la familia a la que pertenece Aldo. Es la más poderosa de las cinco, fue creada por cuatro inmigrantes italianos a mediados de los años 20: Don Vito Corleone, Peter Clemenza, Salvatore Tessio y Genco Abbandando. Sus operaciones son realizadas desde la compañía importadora de aceite de oliva Genco Olive Oil y sus métodos de extorsión han sido el modelo por décadas. La prosperidad de los Corleone radica en su ingenio y naturaleza brutal, y Don Vito aún inspira respeto. Sin embargo, la familia se ha enfrentado a las operaciones de familias rivales y ahora solo operan en una pequeña selección de negocios, aunque piensan expandirse a Las Vegas. Sus operaciones están en Manhattan central, en Little Italy. Su principal fuente de economía es el juego y tienen a varios miembros de la ley "metidos en el bolsillo". En el juego aparecen muchos miembros de la familia, incluyendo a Vito Corleone, Sonny Corleone, Tom Hagen, Michael Corleone, Fredo Corleone, Salvatore Tessio, Peter Clemenza, Paulie Gatto, Rocco Lampone, Al Neri, Willi Cicci, Jaggy Jovino, Jimmy DeNunzio, Luca Brasi, y "Monk" Malone.
- Familia Tom: Son más bien una banda callejera que mafia, no llegan a ser rivales, no controlan negocios, son muy cobardes y ni siquiera atacan cuando se les pega. Al principio del juego intentan matar a Aldo, pero luego llega Luca Brasi quien mata al que encabeza la familia (Tom Parazone). Sus miembros que apoyaban a Tom aparecen detrás de los edificios vendiendo armas que Aldo puede comprar.

## Trama
El juego inicia cuando el personaje principal (Aldo Trapani, por omisión) atestigua, siendo un niño, el asesinato de su padre a mano de los Barzini, los rivales de la familia Corleone en 1936. Don Vito Corleone, el "Don" de la familia conforta al niño, diciéndole que cuando crezca lo suficiente podrá vengar la muerte de su padre. Entonces, la historia se adelanta hasta 1945 con la escena de la boda de la hija de Don Corleone donde la madre de Aldo le pide a Don Corleone que cuide de su hijo. Luca Brasi es enviado para reclutar a Aldo y enseñarle las maneras de la Mafia. Pronto, Aldo es introducido en la familia, extorsionando negocios, tomando el control de negocios clandestinos (conocidos en el juego como rackets) y ejecutando objetivos. Eventualmente, su rango sube y gana respeto, encontrándose con Tom Hagen, Sonny Corleone, Peter Clemenza, Salvatore Tessio, Al Neri y varios personajes más a través del tiempo. 
Esencialmente, hay dos historias: los eventos principales de la película (con el personaje haciendo las contribuciones principales) y la historia personal. Por ejemplo, al inicio, Aldo ayuda a Tom Hagen para convencer al productor Jack Woltz de otorgarle el papel a Johnny Fontane. También consigue la pistola para Michael Corleone para matar a Sollozzo, hasta cuidar de Don Vito Corleone en el hospital, incluso es él el encargado de asesinar a los demás Don durante el bautizo del sobrino y ahijado de Michael, es decir, el juego convierte a Aldo en protagonista de la historia basada en la película.
La segunda parte de la historia es el desarrollo de la vida de Aldo y cómo ha de sobrevivir en la ciudad de Nueva York, siendo el blanco de casi todas las familias. En sendas ocasiones se vive el drama de Aldo: Bruno Tattaglia mata a su novia, Frances "Frankie" Malone y el personaje debe tomar venganza de esta acción asesinándolo, en la historia original no se especifica quién es el que mata a Bruno, también es Aldo quien persigue a Sonny Corleone para evitar que caiga en una emboscada, misión que no puede cumplir pues Sonny termina asesinado por miembros de todas las familias (en la historia original son los hombres de Clemenza quien lo encuentran y solo los Barzini hicieron el trabajo) y debe matar a personas que creía que eran amigos suyos: Tessio, Monk Malone y Paulie Gatto, de quien había aprendido muchas cosas. También es el encargado de destruir los negocios de drogas de Sollozzo, y de destruir los Complejos o bases donde radícan las familias.
Aún terminadas las misiones de la historia principal, el juego continúa hasta convertir a Aldo en el Don de Nueva York en 1955. 

### Misiones

#### El precio de la lealtad
En la primera misión del videojuego aparece el padre del protagonista, Johnny Trapani, y se juega con él. Johnny es llevado a un callejón de uno de sus locales, que acaba de ser explotado y allí debe asesinar a unos cuantos matones Barzini que tienen la intención de matarle. Al acabar con dichos matones, aparece Emilio Barzini y asesina a Johnny.

#### El callejón/Bienvenido a la familia
En esta ocasión se toma definitivamente como personaje de juego a Aldo Trapani y se modifica su vestuario y aspecto físico. Aldo se encuentra en un callejón (en las versiones de PlayStation 3 y Nintendo Wii transcurre en la terraza de un edificio) a Luca Brasi siendo atacado por la familia Tom y este le enseña unas cuantas tácticas de combate usando como blanco a los hombres de Tom Parazone quien es asesinado por Luca. Después se le da al personaje total libertad por la ciudad de Nueva York, aunque debe ir al piso franco para guardar partida.

#### El ejecutor
En esta misión se enseña a Aldo Trapani a extorsionar un local o un tinglado. El personaje entra en una carnicería y debe convencer al carnicero para dar una pequeña parte de sus beneficios a la familia Corleone. Después en la puerta de atrás del establecimiento encontramos un tinglado de juego que deberemos comprar por un módico precio. Al rato entra un policía (en que conocemos al Sargento Galtossino) al local, en el cual deberemos sobornar para que haga la "vista gorda".

#### Con un pie en la tumba
Aldo conoce a Paulie Gatto y a Marty "Monk" Malone. Ellos deben ir a propinar una paliza a los maltratadores de la hija del funerario Bonassera, amigo de Don Corleone. Los maltratadores son enterrados vivos por los tres matones posteriormente.

#### Durmiendo con los peces
Luca Brasi enseña a Aldo a manejar armas. Después van a visitar a Sollozzo y a Bruno Tattaglia a un famoso club nocturno. Mientras sucede la reunión, Aldo espera en la parte de atrás del local, Luca se adentra para pactar con Sollozo y Tattaglia, ya que pretende infiltrarse para sacarles toda la información posible. Pero su plan se tuerce y es brutalmente asesinado por el mentor. Entonces, Aldo deberá acabar con el asesino de su mentor.
Terminar esta misión desbloquea un logro en la versión para Xbox 360, el cual se llama precisamente, "durmiendo con los peces".

#### El Don ha muerto
Aldo, destrozado por la muerte de Luca acude a su casa y es llamado por Monk. Ambos quedan en una barbería de la zona y Aldo le comunica a su compañero la muerte de Luca. Al instante, en la calle comienza un tiroteo originado por los Tattaglia para asesinar a Don Corleone, que estaba cerca de ese establecimiento, comprando fruta. Después, junto con Fredo Corleone debe llevar a Vito al hospital, que resulta gravemente herido.

#### Cinco tiros/Tom sigue desaparecido
Aldo, Rocco y Clemenza van hacia un almacén sigilosamente, ya que está tomado como un "rehén" a Tom Hagen por los Tattaglia y Sollozzo, respectivamente. Ambos infiltran en la cafetería. Mientras tanto, Tom y Sollozzo hablan de que Don Corleone fueron dado cinco tiros por los Tattaglia (ya asesinados posteriormente por Aldo) y todavía está vivo. Sollozzo dice que tuvo mala suerte para Tom y para él mismo, y se despide diciendo: "Adiós, Tom". Después de ahí, se abren paso matando uno por uno a los Tattaglia para finalmente, salvar a Tom.
Esta misión es exclusiva para PlayStation 3, Wii y Xbox 360.

#### Promoción a ejecutor
Aldo acude por primera vez a la residencia Corleone y conoce a Tom Hagen, el "consigliere" de la familia. Aldo es ascendido a "ejecutor" y nos asigna la siguiente misión.

#### Bienvenido al reino
Aldo conoce a Clemenza y se reúne con él en un club llamado "Falconite". Este le manda que acuda al hospital a cuidar de Don Corleone, y así de paso vigilar la zona por si se puesiera el asunto peligroso.

#### Cuidados intensivos
Cuando Aldo llega al hospital, se encuentra con Frankie Malone, la hermana de su amigo Monk, el cual fue también herido durante el tiroteo. Después descubren que el hospital está vacío, sin vigilancia, y la pareja empieza a extrañarse. Ambos van a visitar a Monk y después descubren a uno de los hombres de los Tattaglia, que se había infiltrado en el hospital para asesinar a Don Corleone. Aldo atrapa al matón y lo asesina. Entonces se encuentra con Michael Corleone, el hijo de Vito y entonces Aldo escolta a Frankie y se adhiere a la búsqueda de más vigilancia junto con Michael. Ambos son apresados por dos policías: el señor Galtossino y el capitán McCluskey. Tom Hagen llega a tiempo y consigue liberar a Aldo y a Michael de la emboscada policial.

#### Invitación
Uno de los soldados Corleone avisa a Aldo de que Clemenza le está buscando. Ambos concertan una cita en una antigua sastrería de la ciudad. Este le asigna la tarea de ir a una fiesta privada que se celebra en el local de Rosa y que investigue que se cuece por allí.

#### Fuegos artificiales
Aldo acude a la fiesta y allí se encuentra con Paulie Gatto, Monk Malone y Sonny Corleone. Entonces la policía interviene en la fiesta, realizando otra emboscada de nuevo. Esposan a Monk a un piano del local y detienen a mucha de la gente situada allí. La emboscada estaba encabezada por el sargento Galtossino, que secuestra a Rosa, la dueña del local. Aldo consigue escapar de la emboscada sobornando a un policía y va en rescate de Rosa. Pasa por un callejón sigilosamente hasta que llega a un almacén. Aldo encuentra a Rosa aprisionada por el sargento Galtossino en el almacén. Aldo sigue al sargento Galtossino al tejado del almacén y entonces comienzan a pelearse entre ellos hasta que Aldo arroja al sargento por el balcón, matándolo. Para simular que fue un accidente, Aldo arroja una botella de alcohol junto con el cadáver.

#### Promoción a asociado
Aldo acude de nuevo a la residencia Corleone, conoce (de vuelta) a Tom Hagen y Sonny Corleone, y es ascendido a asociado.

#### Muerte al traidor
Clemenza comunica a Aldo que Paulie Gatto, fue el traidor de la familia, el que "vendió" a Don Corleone a la familia Tattaglia para intentar asesinarlo. Entonces Aldo, Clemenza y Rocco Lampone planean asesinar a Paulie. Clemenza le dice a Aldo que vaya a buscar una dinamita que dejó en un restaurante de los Corleone. Luego, Aldo, Paulie y Clemenza van a invadir un local de los Tattaglia para declararles la guerra mafiosa. Los Corleone hacen estallar el local y después se van a una zona alejada del West Side. Clemenza simula ir a orinar y sale del coche. Entonces Aldo recarga la pistola con la que debía matar a Paulie y Paulie se da cuenta de que le han descubierto y sale asustado del coche antes de que Aldo pueda dispararle. Y Aldo lo sigue. Clemenza le dice que lo mate. Aldo persigue a Paulie por un muelle abandonado hasta conseguir matarle. Rocco trae otro coche y acoge en él a Aldo y Clemenza para poder escapar de la zona del crimen, ya que son perseguidos por la policía. Escapan al apartamento de Paulie. Al conseguir escapar, Aldo se queda con el apartamento de Paulie.

#### Entrega especial
Aldo, Monk y Clemenza van hacia a un camión para luego interrogar al conductor del mismo. Después van con el camión (junto con los miembros de los Corleone) al almacén para posteriormente hacer una limpieza de los Tattaglia, y apoderarse de este negocio colocando al menos tres bombas en el almacén. Sin la presencia de Sollozzo, y con toda la mercancía de los Tattaglia ardiendo fuego, Clemenza habla con Aldo para posteriormente, hablar con Monk en el bar Corcoran's Perch, en Midtown.
Esta misión es exclusiva para PlayStation 3, Wii y Xbox 360.

#### Amigos y enemigos
La familia Corleone le da a Aldo un tiempo para relajarse después de las tareas asignadas. Aldo puede ir extorsionando unos cuantos locales de las familias rivales para hacerse más con el control de la ciudad. Después cuando ya consigue un poco más de reputación, es llamado por Monk y se citan en un club llamado "Corcoran's Perch" en Midtown.

#### A mata caballo
Aldo viaja a Hollywood junto con Tom Hagen y Rocco Lampone para hablar con el productor de cine Jack Woltz. La razón es que la familia Corleone quiere hablar con Woltz debido a que quieren que Johnny Fontane, el ahijado de Don Corleone, aparezca en su película. Woltz se niega rotundamente y la familia decide castigarle, decapitando a su caballo preferido. Rocco y Aldo se encargan de semejante tarea y ambos deben depositar la cabeza del caballo en la cama de Woltz. Tras ver las horribles acciones que podía llegar a desempeñar la mafia en su contra, decide darle el papel a Fontane.

#### Nido de amor
La familia Corleone se contenta mucho con las contribuciones que Aldo realiza en ella y decide regalarle un piso franco y Tom Hagen le cita a la residencia para asignarle un trabajo especial.

#### Receta para una venganza
Los Corleone pretenden acabar a los responsables del intento de asesinato de Don Corleone: Sollozzo y el capitán McCluskey. Envían a Michael Corleone para asesinarlos pero Aldo deberá esconder la pistola con la que se realizará el acto en la cisterna de un retrete situado en el restaurante donde tendrá lugar la cita entre los dos corruptos y Michael. La razón de que Aldo tenga que esconder el arma es que los Tattaglia registrarían a Michael antes de visitar a Sollozzo y McCluskey, por tanto no debía llevar armas. Pero Michael, durante la comida debía simular que tenía ganas de ir al baño, coger la pistola y asesinarlos. Cuando Michael realizó el plan perfectamente, Aldo se encarga de recogerlo y escoltarlo hasta el muelle para que Michael se vaya en un barco a Sicilia, donde Michael tuvo que estar un tiempo escondido hasta que se calmase todo debido a los asesinatos.

#### Promoción a soldado
La familia Corleone decide nombrar a Aldo como soldado. Entonces es nombrado definitivamente miembro de la familia por el mismísimo Don Corleone, después se celebra una gran fiesta en honor a su ascenso.

#### Ahora es personal
Frankie Malone, ya novia de Aldo, le llama para quedar en su hotel y celebrar juntos su nuevo cargo como soldado. Cuando este acude allí, la pareja se besa y ya lo tiene todo preparado cuando de repente Aldo, se da cuenta de que los Tattaglia estaban dentro del hotel. Aldo le dice a su novia que se esconda, pero ya es demasiado tarde ya que uno de los Tattaglia la secuestra. Aldo interroga a uno de los hombres Tattaglia para averiguar donde se habían llevado a su novia y entonces descubren que está secuestrada en una iglesia de Brooklyn. Aldo avisa a Monk y ambos van al rescate de Frankie. Pero cuando llegan a la iglesia donde se encontraba, ya es demasiado tarde ya que Frankie, es asesinada por Bruno Tattaglia.

#### Testigo mudo
Sonny cita a Aldo en un almacén y ambos planean el asesinato de Bruno Tattaglia. Tras interrogar a su capo, estos descubren que Bruno se encuentra en una funeraria de la zona, y van tras su búsqueda. Aldo consigue encontrar al asesino de su novia y lo mata arrojándolo a un horno en llamas.

#### La guerra de Sonny
Sonny y Aldo quedan en la residencia y planean acabar con unos cuantos negocios de la familia Cuneo. La razón era porque un miembro de la familia Cuneo mandó a matar a unos Corleone mientras comían. Ellos interrogan al autor del asesinato, el cual termina vivo por la compasión de Aldo aunque dice: "todo el mundo pierde algo" (posiblemente debido a la pérdida de su novia). Ellos acaban invadiendo uno de sus más importantes almacenes. Manejados por Artie "el sabueso" Manzarano, quien termina cediendo el negocio a Aldo y Sonny.

#### Cambio de planes
Cuando Sonny y Aldo tienen planeado otro gran golpe, (que esta vez es atracar un banco) a Sonny le surge un contratiempo y se retira precipitadamente de la residencia. Tom Hagen pide a Aldo que le siga, ya que Sonny no especificó a donde iba. Resulta que Sonny va en busca de su hermana, ya que se ha enterado de que esta está siendo constantemente maltratada por su marido. Pero todo esto era una trampa de la familia Barzini, ya que asesinan a Sonny en una cabina de peaje. Aldo presencia ese asesinato, persigue a sus responsables, y los mata.

#### Promoción a capo
En su retorno de Sicilia después de un largo año, Michael es nombrado nuevo "Don" de la familia Corleone. Este llama a Aldo y lo nombra su nuevo "caporegime".

#### Encargo de asesinato
Aldo se reúne con Monk y este le dice que hay un soplón que está perjudicando a la familia Corleone. Monk sube al hotel donde se encuentra dicho soplón y lo asesina. Aldo descubre finalmente que ese era un agente del FBI que estaba investigando a Monk y que había descubierto que Monk era un traidor a los Corleone, ya que se había aliado a la familia Cuneo. Por esta razón Monk asesina al agente, entonces Aldo persigue a Monk hasta asesinarlo.

#### Solo son negocios
Al final la familia Corleone desenmascara a otro traidor aliado con los Barzini, que es Salvatore Tessio. Willi Cicci y Aldo se lo llevan para que les indique donde se encuentran sus principales jefes, pero estos les tienden una emboscada a los Corleone, pero Aldo consigue eliminar a los hombres Barzini y acabar con Tessio.

#### Escalera real
Aldo, acompañado con Michael Corleone, visitan al hotel, y hablan con Fredo Corleone sobre del robo al casino secreto del hotel (que es exclusivo para miembros) esta noche. Primero, Aldo busca la contraseña del hotel para el sótano. Después, Aldo va hacia allí y se desmantelará todo el lugar matando a los guardias del casino y robando 100.000 dólares de la caja fuerte. Todo el dinero robado se lo lleva al apartamento de Lucy en Midtown. Aldo habla con Clemenza sobre Moe Green, y éste le responde que Moe está en Midtown en una "sesión de masajes". Aldo infiltra en un coche de policía sin ser descubierto, para llegar al lugar ya mencionado. Aldo ataca a los guardias sigilosamente y después mata a Moe Green.
Esta misión es exclusiva para PlayStation 3, Wii y Xbox 360.

#### Bautismo de fuego
Michael planea el asesinato de los cuatro jefes de las familias rivales para tomar el control absoluto en Nueva York. Primero, Aldo asesina a Víctor Stracci junto con Clemenza. Luego acude a Hell's Kitchen para reunirse con Willi Cicci y matar a Don Carmine Cuneo. Después, junto con Rocco Lampone ametralla a Philip Tattaglia mientras se encontraba con una prostituta en un hotel de Brooklyn. Y finalmente, junto con Al Neri, Aldo asesina al ejecutor de su padre, Emilio Barzini diciéndole: "lo sabía, sabía que lo haríais vosotros". Después de las masacres producidas, Aldo acude al bautizo del sobrino de Michael Corleone.

#### Promoción a subjefe
Aldo reúne con sus amigos a la residencia Corleone, en donde todos saludan a Michael Corleone como el nuevo padrino, y posteriormente ascendido a subjefe de la familia.

#### El Último Encargo (promoción a Don)
A Aldo le piden un último favor: destruir a todas las familias y apoderarse de todos los negocios. Luego de esto Aldo se dirige a la residencia Corleone donde aparece una escena donde una persona está sentada de espaldas en la silla del don. Varias personas lo llaman "Padrino" dando a entender de que es el nuevo don. Esta persona se da vuelta mirando a la cámara, resultando ser Aldo.

#### Promoción a Don de Nueva York
Aldo se dirige a un edificio donde es nombrado Don de todo Nueva York, ahí controlará toda la ciudad y no habrá más contrabando.

## Niveles
Conforme el jugador avanza en el juego, es promovido a un nivel más alto dentro de la familia Corleone.
- Forastero: trabaja por una cuota y no hay lealtad hacia la organización. Ocasionalmente, se puede escoger entre ofrecer sus servicios a solo una familia con la esperanza de subir de rango dentro de ésta. El subrango de Ejecutor se obtiene cuando el jugador conoce a Tom Hagen en el cuartel de los Corleone.
- Asociado: no son miembros formales de la organización, pero se les confía más que a los "externos" (outsiders). Las personas de nacionalidad diferente a la italiana no van más allá de este rango. En el juego, el jugador obtiene este rango después de algunas misiones donde conoce a Tom Hagen y Sonny Corleone.
- Soldado: son miembros de la familia y solo pueden ser de ascendencia italiana. Cuando existe oportunidad, un Capo recomienda a un asociado en convertirse en el nuevo miembro, el Don es quien decide. Generalmente, el nuevo miembro se queda en el equipo del Capo que lo recomendó.
- Capo: contracción de Caporegime. Encabeza a los grupos de soldados. Reportan directamente al Don y actúan como intermediarios entre este y los soldados.
- Subjefe: generalmente asignados por el Don. Son considerados los capitanes que están a cargo de los Capos y son controlados directamente por el Don. Usualmente es el siguiente en tomar el puesto del Don cuando este ya no pueda seguir en su cargo. En el juego, este rango es conseguido cuando se terminan todas las misiones relacionadas con la historia.
- Don: es la cabeza de la familia. En el juego, este cargo se logra destruyendo todas las residencias de las familias rivales.
- Don de Nueva York: se consigue teniendo el control de todos los negocios (incluyendo clandestinos) y con un 99.5% (91.5% en algunos casos) de juego completado. Al lograr esto, la familia Corleone (gobernada ya por Aldo) consigue tener el control absoluto de Nueva York. También es conocido como "capo di tutti capi".

## Armamento

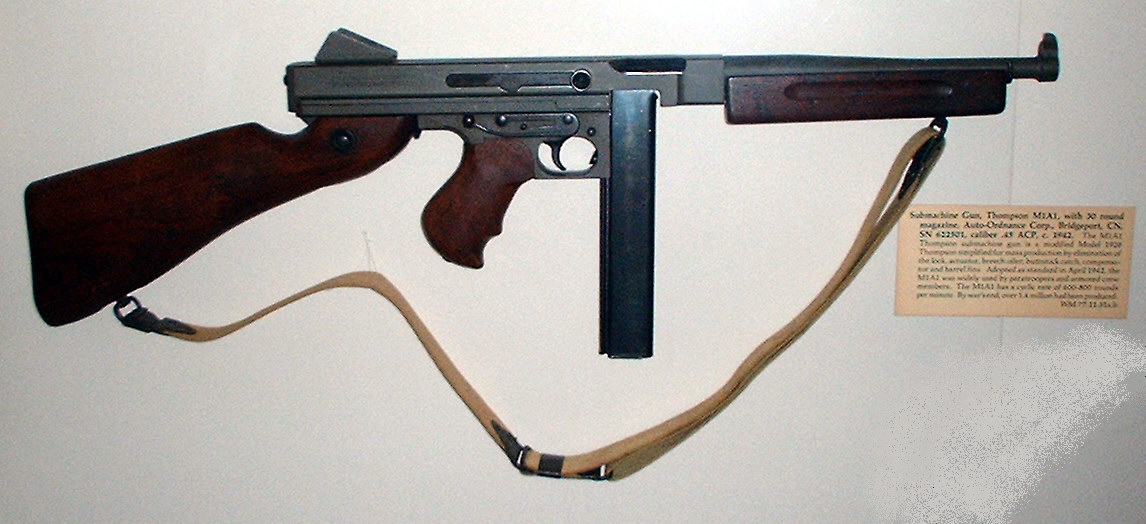
El juego cuenta con un armamento variado el cual podremos ir mejorando a lo largo del tiempo.

Si bien las armas en este juego son pocas, el jugador puede actualizarlas progresivamente, incluso algunas alcanzan una mejor calidad.
Objetos de golpeo:
- Bate de Béisbol
- Palo de Golf
- Porra de Policía
- Tubería de plomo
- Dos por cuatro (exclusivo para consolas de la séptima generación)
- Llave acodada (exclusivo para consolas de la séptima generación)

Armas de fuego:
- Escopeta:  Potente arma, que de cerca es absolutamente mortal, su debilidad es su poca carga (2 rondas). Al mejorarla al máximo se le denomina Street Sweeper (en versiones de consolas de séptima generación se mejora aún más y el arma que se usa es Semiautomática Lupara): el arma más potente de todas, de 10 a 14 rondas, rápida y con mucha munición, capaz de asesinar de muy lejos.
- Pistola:  el arma estándar. Al mejorarla al máximo se le denomina Pistola de asesino (en versiones de consolas de séptima generación se mejora aún más y el arma que se usa es Herzstopper): una pistola semiautomática muy manejable y de 14 a 20 rondas, su debilidad es que, desmedidamente, se acabarán muy rápido las municiones.
- Magnum: Poderosa arma de mano. Al mejorarla al máximo se le denomina Colt Python (en versiones de consolas de séptima generación se mejora aún más y el arma que se usa es Anihilator): Arma letal en casi cualquier distancia, de 8 a 10 rondas.
- 38 de cañón corto: El arma estándar de los Paisan. Al mejorarla al máximo se le denomina Especial de Sábado por la Noche (en versiones de consolas de séptima generación se mejora aún más y el arma que se usa es Viuda Negra): revólver muy rápido y fácil de manejar, de 6 a 8 rondas.
- Thompson o Tommy Gun: El clásico rifle mafioso, de 25 rondas. Al mejorarla se le denomina Dillinger (en versiones de consolas de séptima generación se mejora aún más y el arma que se usa es Minigun Spectre): el arma más cara, pero también la mejor, de 75 a 90 rondas, muy rápida y efectiva.

Explosivos:
- Cóctel Molotov: El clásico molotov, bueno para lanzar a los enemigos escondidos.
- Dinamita: Granada lanzable bastante potente.
- Bombas: Explosivo extremadamente potente, sirve para destruir edificios y negocios.

Otros:
- Alambre de Fibra: Sirve para estrangular por la espalda.

## Otras versiones

### Xbox 360
La versión del videojuego para la plataforma Xbox 360 se lanzó el 19 de septiembre del 2006, mejorando así los gráficos y la jugabilidad de la versión de PlayStation. Esta versión tiene tres misiones adicionales no incluidas en la edición anterior. También tienes la oportunidad de crear "grupos" de matones que acompañan a tu personaje durante el juego con la misión de protegerlo y ayudarle en sus labores criminales. También hay nuevo armamento, nuevas formas de ejecución, y más tipos de coches, ya que en la versión anterior tan solo había cuatro.
En diciembre de 2007, Electronic Arts lanzó los "Corleone Challenges" (Retos Corleone), que eran unas veinte misiones adicionales del juego, que se podían descargar a través de internet para esta consola de Microsoft.

### PSP
Cuando se publicó la versión para Xbox la empresa de Sony lanzó otra versión del juego para la consola portátil PlayStation Portable, titulada The Godfather: Mob Wars. Esta versión es parecida a la versión de PlayStation 2, solo que añadiendo el poder de gestionar los intereses diplomáticos de nuestra familia para incrementar su componente táctico. Pero los gráficos para PSP y la exclusión del sandbox dejaron mucho que desear para algunos fanes, ya que se consideran los peores gráficos que las de diferentes versiones y la falta de libertad a la hora de jugar. 

### Wii
La versión para la consola Wii, de Nintendo, fue nombrada como "The Godfather: Blackhand Edition", y es la versión mejor valorada según la revista IGN.
Esta edición fue lanzada junto con la de PS3 el 20 de marzo del 2007. Contiene veinte misiones normales, diez misiones secundarias, y un nuevo rival al que derrotar. También hay que contar la enorme variedad de movimientos que se pueden realizar gracias a los mandos con sensor de movimiento de Wii. También el jugador tiene el poder de sobornar a la policía y al FBI para que vayan en contra de las familias rivales. Mejorada a la edición de Xbox 360, esta versión contiene 25 nuevas maneras de ejecutar a los rivales, más armamento, más tipos de coches, y un mejor apartado gráfico.

### PS3
Junto con la versión de Wii, la empresa Sony lanzaría la edición del juego "The Godfather: The Don's Edition", con una jugabilidad semejante a las de Wii y Xbox 360, mejorando los gráficos del juego. Los controles del personaje se realizarán gracias al control remoto de "SIXAXIS" (mandos de PS3 inalámbricos), con el que el jugador podrá realizar los tipos de ejecución más reales.
Lo más destacable de esta versión, son la mayor variedad de ciudadanos en Nueva York, añadiendo así nuevos escenarios, nuevos automóviles y demás, incluyendo un tren que pasa por la ciudad.

### PC
La versión para PC fue caracterizada por la versión más «barata» que salió al mercado de este juego. La jugabilidad es idéntica a la versión de PlayStation 2, aunque con un mejor apartado gráfico. Pero tiene problemas actualmente para guardar las partidas.

## Crítica
Es bien sabido que el director de la trilogía, Francis Ford Coppola, no aprobó la creación del juego. Coppola, mencionó que sentía que solo estaban haciendo dinero de su trabajo.

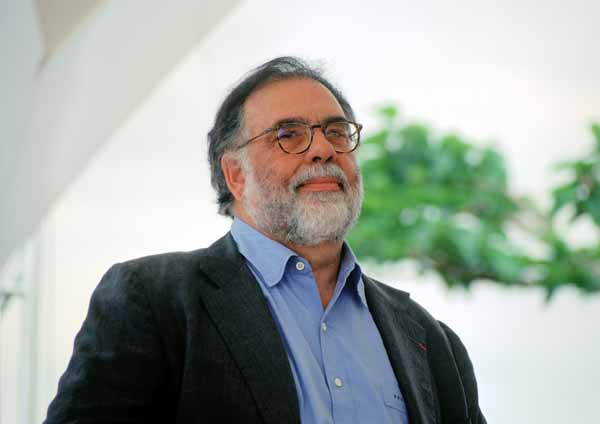
Francis Ford Coppola nunca aprobó la realización de un videojuego sobre El padrino.

A pesar del esfuerzo que se desempeñó para conseguir las voces de la mayoría de los actores, algunos sienten que están mal usados en el juego. Adicionalmente, la voz de Marlon Brando solo es usada en unas cuantas escenas en el juego, y las partes de la muerte de Vito Corleone son poco mencionadas. Existen especulaciones de que esto fue por el hecho de que los desarrolladores fueron demasiado cautelosos con la historia. Al final del juego, cuando el jugador se convierte en Don, no hay explicación de porque Michael Corleone ya no lo es. (una posible explicación a este hecho aludiría a la sucesión del poder sobre la familia de Nueva York, posterior al traslado de los Corleone al estado de nevada y la "repentina" muerte de Peter Clemenza quien asume el control de la misma). 
También, hay una notable ausencia de la mayoría de los personajes secundarios de la película. Carlo Rizzi, Connie Corleone y Kay Adams están ausentes y Carmella Corleone (esposa de Vito) aparece como el estereotipo de una anciana bajo el nombre de "Mama Corleone". Aunque tal vez la ausencia de estos personajes se deba a problemas de derechos de autor.
En las versiones originales (Xbox, PS2), no sigue la estructura de "familia" de la mafia. Después de conseguir la promoción a "Don", la principal actividad del jugador sigue siendo cometer asesinatos y extorsionar negocios. Siendo que en la mafia, esas actividades no las desarrolla alguien que está en la cima de la jerarquía mafiosa. Además, el resto de los personajes continúan dirigiéndose al jugador en un tono inferior (siguen llamándolo chico y dan órdenes como: "trae tu trasero aquí") y dicen frases como "No te olvides de mí cuando seas Don". La única manera de evitar esos problemas es terminar los asesinatos por contrato, extorsionar todos los negocios y explotar las cajas fuertes, antes de terminar las misiones relacionadas con la historia.
Otras críticas que han recibido estas versiones son la poca cantidad de armas y automóviles incluidos (son solo 10 armas y 8 autos). Y la repetición en los modelos de los negocios y habitantes de Nueva York.

## Diferencias en los eventos de la película
El videojuego tuvo diferentes críticas debido a muchas diferencias eventuales de la película. Una de ellas fue como el protagonista del videojuego, Aldo Trapani, ocupó el protagonismo en la mayoría de eventos del videojuego que en la película fueron protagonizados por otros personajes. Por ejemplo, podemos ver como en el asesinato de Paulie Gatto, este es asesinado por Rocco Lampone en el coche. En el videojuego, Paulie escapa del coche en el que se encontraba y es perseguido por Aldo hasta que este lo asesina. El mismo caso se da en el asesinato de los jefes de las cinco familias rivales, ya que estos en la película fueron asesinados por diferentes personajes como Willi Cicci o Al Neri. En cambio en el videojuego, los cinco jefes son asesinados por Aldo. Los guionistas del juego excusaron esto debido a que querían asignarle mucho más protagonismo a Aldo Trapani, y por tanto al jugador.
A pesar de esas objeciones, en la trama del videojuego podemos ver algunos argumentos aparecidos en la película, cuyos finales no quedaron bien especificados y son extendidos en la trama del juego. Por ejemplo, en la película vemos como Bonasera pide a Don Corleone que imponga justicia ante los maltratadores de su hija. Vito accede, pero no vemos en la película como sus matones se encargan de ello. En una de las primeras misiones del videojuego consiste en propinar una paliza a los maltratadores. También vemos como en la película aparece la cabeza de un caballo en la cama de Woltz, y en el videojuego aparece como Aldo y Rocco se encargan de decapitar a dicho caballo y colocar su cabeza en la cama, además que esto último en la película sucede después de la boda de Connie Corleone, mientras que en el juego sucede después del asesinato de Paulie Gatto.

## El padrino II
Artículo Principal: El padrino II (videojuego)

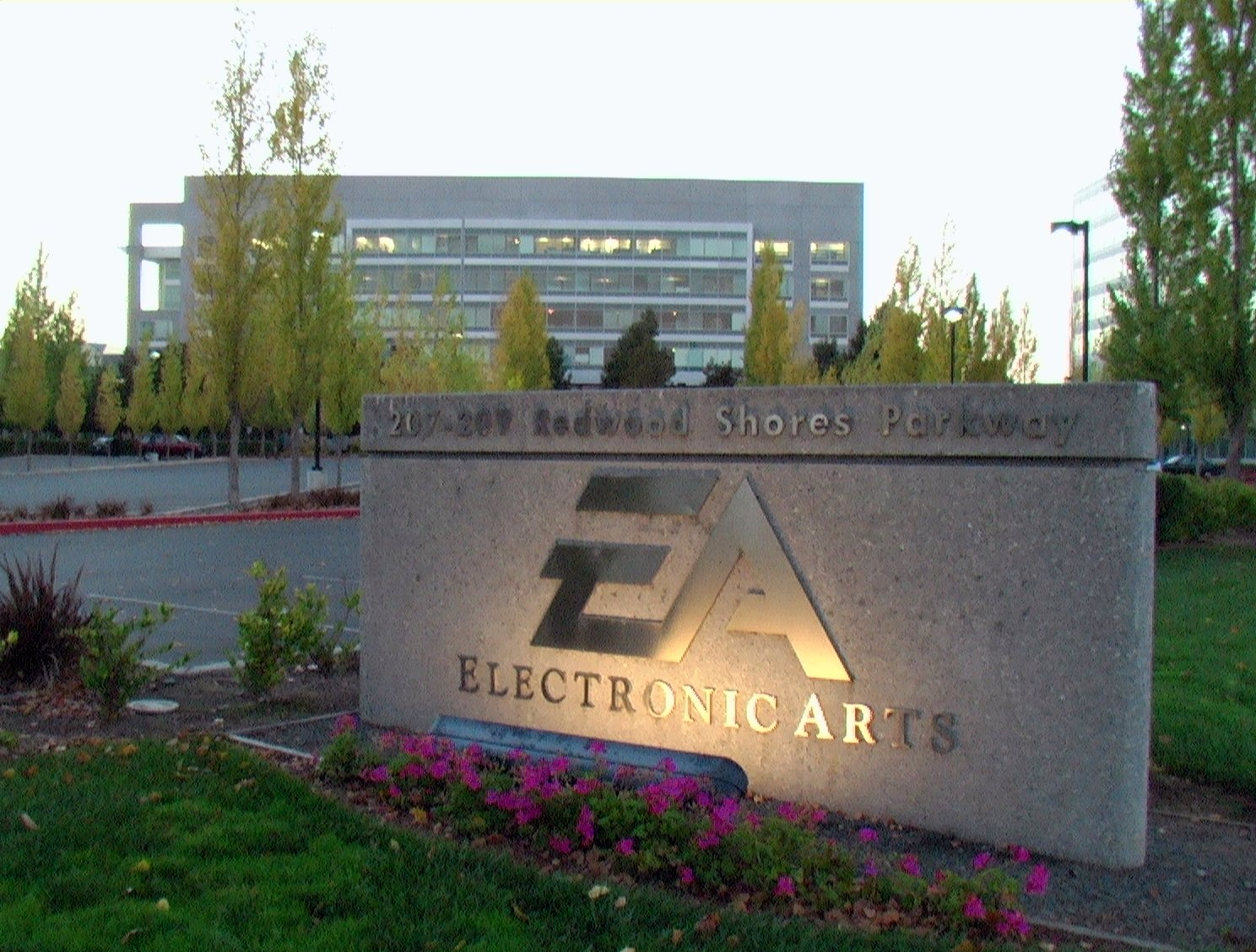
EA Games prometió dos continuaciones del videojuego de El padrino.

También existe la secuela del videojuego llamada El padrino II, que comienza con la muerte de Aldo Trapani, protagonista de la primera parte. Este muere asesinado por un soldado de la revolución al intentar salir de Cuba. Michael Corleone, le pedirá a Dominic, el subjefe de Aldo, que tome las riendas de la familia Corleone en Nueva York. También tiene un editor de personaje, muy parecido al de la primera entrega.
Llegó oficialmente el 9 de abril del 2009 a España, tan solo tres días después de su estreno en Estados Unidos. Está disponible para PC, PlayStation 3 y Xbox 360. El juego tiene mejoras considerables, en comparación con la anterior entrega. Esta vez hay dos ciudades más aparte de Nueva York, que serán Miami y La Habana, y se tendrá que expandir el control de la Familia Corleone hasta ellas.

### Trama
La historia comienza en Cuba, tres años después de los sucesos de El padrino, con la plana mayor de la familia Corleone acudiendo al cumpleaños de Hyman Roth, pero de repente estalla la revolución y los gánsteres tienen que huir a toda prisa. En la persecución muere Aldo Trapani -el protagonista de la primera parte- que en su hora final encarga a uno de sus soldados, Dominic, que ocupe su lugar como Don. El jugador encarnará a este nuevo personaje en su viaje para expandir la influencia de la familia Corleone en Miami y Cuba, después de un paso por Nueva York para entender bien los entresijos de una organización.

### Características
Ese cambio de perspectiva es importante para entender el planteamiento del juego: ya no eres un soldado escalando poco a poco hasta los puestos más altos en la familia, eres directamente un Don y de ti depende que la familia Corleone reclame el lugar que le corresponde en las ciudades asignadas.